# Ekkehard (Prag)
Ekkehard (auch: Ekhard; Helicardus; † 8. August 1023) war Bischof von Prag.
Ekkehard soll ein Verwandter des Kaisers Heinrich II. gewesen sein. In jungen Jahren trat er dem Benediktinerorden bei und war Mönch im böhmischen Kloster Břevnov. Später wurde er Abt des Nienburger Klosters. Im höheren Alter wurde er zum Propst des Prager Domkapitels berufen.
Nach dem Tod des Prager Bischofs Thiddag wurde Ekkehard zu dessen Nachfolger gewählt, obwohl Herzog Udalrich seinen Hofkaplan Přibislav durchsetzen wollte. Nach der kaiserlichen Belehnung erhielt er am 6. Oktober 1017 in Merseburg die Bischofsweihe durch den Mainzer Metropoliten Erkanbald.
Während seiner Amtszeit führte Ekkehard regelmäßig Diözesansynoden durch, die ihm erlaubten, Einfluss auf den Klerus und durch diesen auf das Volk zu nehmen. Die Landgeistlichen mussten zweimal jährlich dem Bischof persönlich über ihr seelsorgliches Wirken berichten und ihrerseits Anordnungen des Bischofs entgegennehmen. Ekkehard, der die Landessprache beherrschte, soll ein angesehener Prediger gewesen sein.